# Ciltacabtagene autoleucel
Ciltacabtagene autoleucel es una terapia que se utiliza para el tratamiento del cáncer. Es una inmunoterapia de células T procedentes del propio paciente pero modificadas geneticamente (terapia de linfocitos T con CAR). Su uso fue aprobado por la Agencia Europea de Medicamentos para el tratamiento del mieloma múltiple en mayo de 2022, se vende con el nombre comercial Carvykti. Entre sus efectos secundarios se encuentra el síndrome de liberación de citoquinas y el síndrome de toxicidad neurológica asociado a la terapia con células inmunoefectoras.  

## Indicaciones
Esta indicado en el tratamiento de pacientes adultos diagnosticados de mieloma múltiple que hayan experimentado recaida o sean refractarios a otros tratamientos y que hayan recibido anteriormente al menos tres tratamientos, incluyendo un anticuerpo anti-CD38 como daratumumab, un inhibidor del proteosoma como bortezomib o carfilzomib y un agente inmunomodulador como lenalidomida  y pomalidomida.

## Mecanismo de acción
El medicamento está formado por linfocitos T procedentes del propio paciente, modificados genéticamente para que fabriquen un receptor de antígeno quimérico que se une  al antígeno de maduración de célula B (BCMA) que se encuentra en la superficie de las células malignas del mieloma múltiple. BCMA se expresa ampliamente en la mayoría de las líneas celulares de mieloma múltiple, lo que lo convierte en un objetivo preferente de la inmunoterapia contra esta enfermedad.

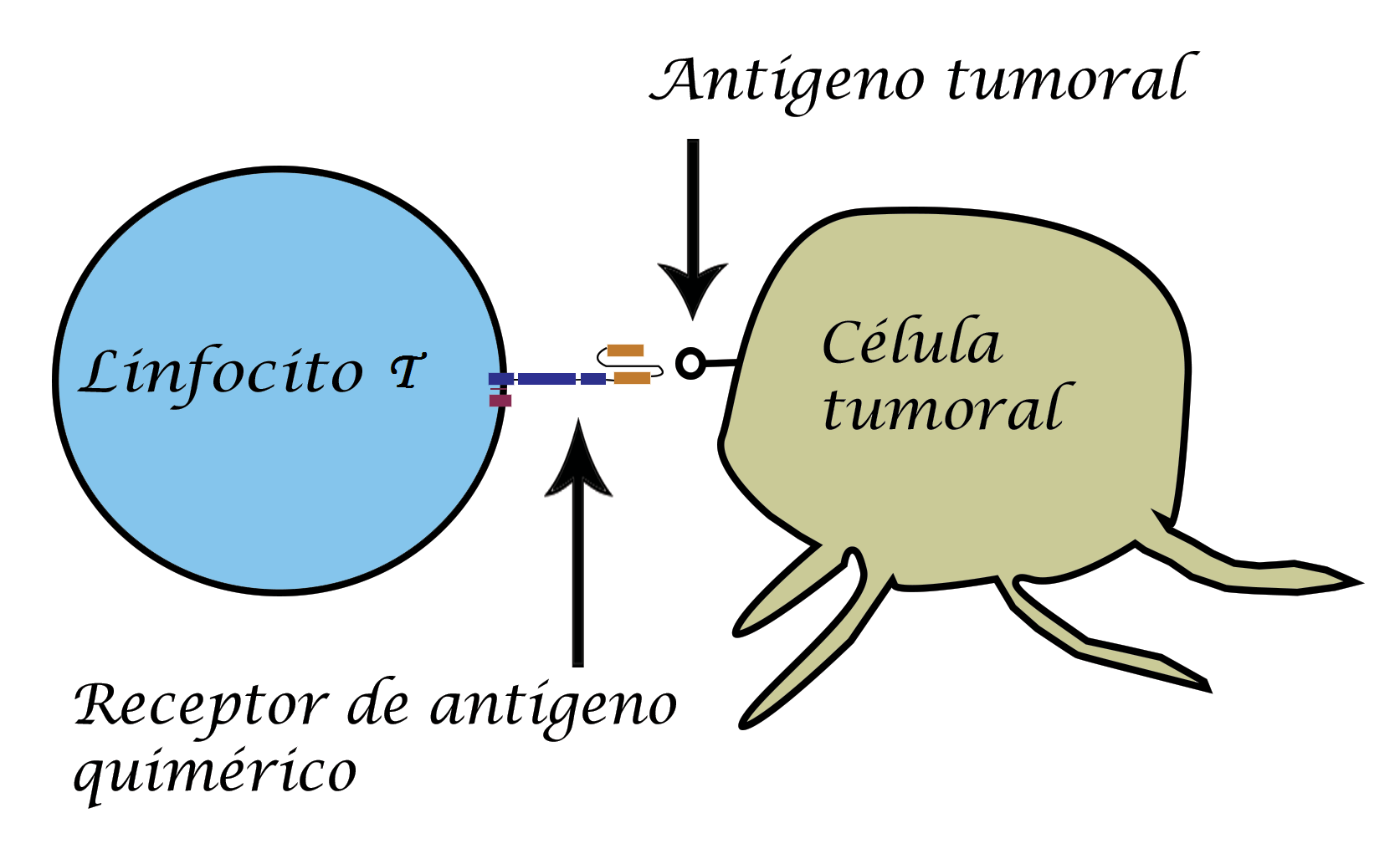
Receptor de antígeno quimérico unido a un linfocito T, en estrecho contacto con una célula cancerosa.

## Procedímiento de uso
Consta de tres fases: 
1. Extracción de sangre del paciente y obtención de las células T mediante un procedimiento llamado leucaféresis.
2. Manipulación de las células T y posteriormente expansión celular.
3. Infusión  del producto al paciente por vía intravenosa.